# 삼형제와 상속자
《삼형제와 상속자》(영어: The Three Brothers)은 1995년에 개봉한 프랑스의 영화이다.

## SBS 성우진 (2007년 1월 14일)
- 강구한 - 베르마르(베르나르 캉팡)
- 이호인 - 디디에(디디에 부르통)
- 이재용 - 파스칼(파스칼 레지튀미스)
- 정소영 - 미카엘
- 김정호 - 스티븐
- 성창수 - 샤를 앙리
- 이영주 - 제네비에브
- 이향숙 - 크리스틴
- 장호비 - 공증인
- 김소형 - 집행관
- 사성웅 - 브리스